# Bunga Antoi
Bunga Antoi is een bestuurslaag in het regentschap Merangin van de provincie Jambi, Indonesië. Bunga Antoi telt 4718 inwoners (volkstelling 2010).